# Nya svenska samskolan

Nya Svenska Samskolan (även kallad Lönnbeckska samskolan, Lönkan), var ett svenskspråkigt privat läroverk i Helsingfors 1888–1977. Skolan grundades som en nioklassig skola. Vid övergången till grundskolsystemet 1977 bildade mellanskoleklasserna Högstadieskolan Lönkan och gymnasieklasserna Lönnbeckska gymnasiet.

## Historia
Skolan verkade ursprungligen som ett nioklassigt läroverk och hörde under Finlands autonoma tid till de ledande samskolorna i landet. I skolan utvecklades läroplanerna ända fram till förtryckstiden 1899–1905 och 1908–1917.
Skolan grundades våren 1888 som en 9-klassig samskola. Grundarna var överlärare Viktor Heikel, assessor Uno Kurtén, privatlärare Helena Alfthan och filosofie magister Albin Lönnbeck. Lönnbeck var skolans första rektor och gav skolan smeknamnet "Lönnbeckska skolan". Lönkan grundades efter en konflikt bland lärarkåren i Läroverket för gossar och flickor även kallad Brobergska skolan, "Broban" där grundarna bröt sig ur ”Broban”.
Skolan ägdes av skolans grundare 1888–1899 och av Stiftelsen Nya svenska samskolan 1899–1977.
Skolan inledde sin verksamhet i Standertskjölds stenhus vid Norra kajen 4. Skolans verksamhet fortsatte 1889 på Bulevarden 7-8 i ett hus som ägdes av Viktor Heikel.
Från hösten 1911 fick skolan ett trähus vid Andrégatan 12 (senare Lönnrotsgatan). Under första världskriget fungerade ”urlönnbeckaren” Eirik Hornborg som skolans rektor. Hela 24 stycken av skolans elever och personal anslöt sig till jägarrörelsen. En av dem var rektorn och historikern Eirik Hornborg.
År 1954 togs den nya skolbyggnaden i Bortre Tölö i bruk på Sandelsgatan 3. I slutet av 1940-talet hade skolhuset på Lönnrotsgatan bli både utslitet och för litet. Det fanns flera klasser på över 40 elever. Under läsåret 1947–1948 började man planera ett nytt skolhus. Helsingfors stad skänkte en tomt vid Tölö torg och läsåret 1954–1955 kunde inledas i det nya skolhuset som var planerat för 450 elever. Arkitekt Hilding Ekelund ritade huset. Som mest fanns det 610 elever i Lönkan 1958–1959. När skolan var som störst hade man en egen läkare, skolsköterska och skolpsykolog.
Vid övergången till grundskolsystemet 1977 bildade mellanskoleklasserna Högstadieskolan Lönkan och gymnasieklasserna Lönnbeckska gymnasiet.
Skolbyggnaden byggd 1954 inhyser sedan 2015 Tölö gymnasium.

## Rektorer
- 1888–1914 Albin Lönnbeck
- 1914–1916 Eirik Hornborg
- 1916–1917 Johannes Sundström
- 1917–1918 Eirik Hornborg
- 1918–1945 Johannes Sundström
- 1945–1965 Leo Backman
- 1965–1967 Walter von Koskull
- 1968–1973 Paul Hägglund
- 1973–1977 Boris Lönngvist[2]

## Kända alumner
- Lars Ahlfors, matematiker
- Erik A. Alftan, ingenjör, författare
- Barbro Allardt, doktor i tvåspråkighetsforskning
- Hans Andersin, professor i databehandling
- Barbro Appelquist, politiker
- Kaj Arnö, IT-företagare, kolumnist
- Eva Biaudet, politiker
- Mats Brommels, läkare
- Niklas Bruun, professor
- Staffan Bruun, journalist och författare
- Marie-Louise von Bergmann-Winberg, samhällsvetare, professor
- Gunnar Castrén, litteraturhistoriker, ledamot av Kungliga Vetenskapsakademien
- Igor Cavonius, jurist, borgmästare, poet
- Walentin Chorell, författare, dramatiker, manusförfattare
- Henrik Dettmann, korgbollscoach
- Agneta Enckell, författare, poet
- Jannica Fagerholm, ekonom, vd för Signe och Ane Gyllenbergs stiftelse
- Michael Franck, dokumentarist, företagare
- Carola Grönhagen-Riska, överläkare, professor
- Ilmi Hallsten, lärare, kvinnosaksaktivist, politiker
- Ruth Hedvall, författare
- Bertil Heinrichs, militär
- Erik Heinrichs, militär, general
- Barbara Helsingius, vissångare, visdiktare, visöversättare
- Carita von Hertzen, tandläkare
- Eirik Hornborg, politiker, rektor
- Sören Illman, matematiker, professor, ledamot av Finska Vetenskapsakademien
- Ben Kalland, författare, konsult
- Mirjam Kalland, professor i småbarnspedagogik vid Helsingfors universitet
- My Lindelöf, författare, poet
- Herman Lindqvist, författare, populärhistoriker, journalist
- Birgitta Lindström, Wimbledon-vinnare 1966
- Jenny Markelin-Svensson, Finlands första kvinnliga ingenjör
- Ruth Munck, sjukskötare
- Gerhard af Schultén, advokat
- Ulla-Christina Sjöman, förbönsledare
- Yrsa Stenius, journalist, författare, krönikör
- Astrid Thors, politiker
- Birgitta Ulfsson, skådespelare, teaterregissör
- Björn Wahlroos, finansman, investerare
- Bo von Willebrand, flygofficer
- Harald Öhquist, generallöjtnant

## Publikationer om skolan
- Nya svenska samskolan 1888-1938, Helsingfors 1938.
- Nya svenska samskolan sjuttio år, Nya svenska samskolan redogörelse för läsåret 1957-1958, Helsingfors 1958.
- Backmann, Leo, m.fl. (red.), Nya svenska samskolan 1938-1963, Helsingfors 1963.
- Nya svenska samskolan, Lönnbeckska gymnasiet 1888-1988, Hangö 1988.